# Questionable Content
Questionable Content (lett. "contenuto discutibile"), spesso abbreviato come QC, è un web comic scritto e illustrato da Jeph Jaques. Iniziato ad agosto 2003, è tutt'ora in corso con oltre 5000 vignette. Cominciato come un normale slice-of-life incentrato sul giovane Marten, il suo AntroPC (piccoli robot senzienti) di nome Pintsize e la sua coinquilina Faye, la serie ha sempre avuto un aspetto fluido, cambiando tematiche e focus man mano che l'autore mutava i suoi interessi, mantenendo comunque una linea generale di umorismo per adulti. La serie ha raggiunto un successo tale da spingere il creatore a pubblicizzare un proprio merchandise ispirato al fumetto, oltre a mettere in vendita delle copie fisiche dello stesso, divise in volumi.

## Sinossi
Svolta nella città di Northampton, in Massachusetts, la storia inizia con Marten, un fan dell'indie rock, trasferitosi in città da qualche anno per seguire la sua ragazza, che aveva poi rotto con lui pochi mesi dopo il trasferimento. Con un lavoro d'ufficio che non lo soddisfa e con la sola compagnia in appartamento del suo Antro-PC, Marten conosce Faye durante una serata al bar con l'amico Steve. Affascinato dall'energica ragazza, quando questa perde l'abitazione per un incidente Marten si offre di condividere l'appartamento con lei, decidendo rapidamente di diventare coinquilini per ridurre le spese d'affitto. La storia proseguirà allargando il suo focus dal solo Marten a tutti i personaggi che andranno man mano ad arricchire il suo circolo sociale, introducendo col tempo elementi più seri e cupi, virando anche nello sci-fi con l'introduzione delle AI e degli androidi.

## Personaggi

### Marten Reed
Detto Marty da Faye, fan dell'indie rock e originario della California. Viene rappresentato come un giovane magrolino, con capelli neri e occhi verdi, dal temperamento pacato. Per un insieme di circostanze, diventa il coinquilino di Faye, sviluppando per lei sentimenti di tipo romantico, che per colpa dei problemi personali della ragazza non si svilupperanno mai, rimanendo comunque buoni amici. Inizia lavorando come impiegato, perdendo poi il posto e finendo a lavorare per una biblioteca. Dopo una iniziale relazione con Dora e alcune brevi avventure romantiche, inizierà una relazione con Claire, stagista della biblioteca.

### Faye Whitaker
Giovane adulta, lavora al caffè Coffee of Doom e per una serie di circostanze, diventa la coinquilina di Marten, sviluppando per lui sentimenti di tipo romantico, che per colpa dei problemi personali della ragazza non si svilupperanno mai, rimanendo comunque buoni amici. È una ragazza robusta con corti capelli castani, occhi marroni e occhiali. Originaria della Georgia, qualche anno prima dell'inizio della serie ha assistito al suicidio del padre: questo l'ha traumatizzata, rendendola terrorizzata dai cambiamenti, incline all'aggressività anche violenta e prona all'alcolismo. Dopo una relazione di "amici con benefici" col fratello di Dora, Sven, forma una relazione stabile con l'aspirante attore Angus, che però molla per non trasferirsi con lui per una parte ottenuta in un'altra città. Licenziata dal bar per colpa del suo crescente alcolismo, la ragazza riesce a rimettere in ordine la sua vita lavorando prima come meccanica in un circolo di lotte clandestine tra robot e successivamente aprendo una propria officina con l'amica AI Bubbles, con cui svilupperà in seguito una relazione. Inizialmente una grande bevitrice, dopo aver rischiato il coma etilico diventa astemia, pur soffrendo spesso di sindrome d'astinenza. Tende a dare soprannomi.

### Dora Bianchi
Proprietaria del Coffee of Doom e amica di Faye (da cui è chiamata amichevolmente Spookybutt), è una giovane bisessuale, magra con capelli e occhi neri (in realtà bionda, ma si tinge), di origini italo-norvegesi e quasi subito fidanzata di Marten. Per colpa di alcune brutte relazioni avute in passato e per i costanti attriti con il fratello Sven, estremamente di successo, ha sviluppato una forte insicurezza che sarà alla base dell'incrinatura del suo rapporto con Marten, che dopo la rottura si allontanerà dall'ambiente del bar, per poi legare nuovamente una solida amicizia con la ragazza. Si fidanzerà in seguito con Tai, il capo di Marten in biblioteca.

### Pintsize
AntroPC assegnato a Marten, è un piccolo robot azzurro estremamente scurrile e con un terribile senso dell'umorismo. Si tratta della spalla comica del gruppo, anche se ogni tanto mostra un lato più profondo, come quando aiuta Faye post-licenziamento a trovare lavoro nel circolo di lotte clandestine, o quando ritiene di aver fatto un buon lavoro tenendo compagnia a Marten, negli anni prima di conoscere Faye. Ottiene poi un corpo androide, che per sua ammissione lo rende meno incline al suo grezzo umorismo, pur mantenendo un'indole diabolicamente ilare.

### Steve
Amico di Marten fin dalle prime vignette, tende a essere un personaggio poco ricorrente, tanto che risulta una gag dell'autore dedicare delle vignette al personaggio mentre fa cose normalissime, come mangiare cereali, solo per far vedere al pubblico che fine avesse fatto dopo mesi di assenza dal fumetto. Ha trascorso un periodo da alcolista a seguito di una rottura ed è diventato temporaneamente un agente segreto per il governo americano, stabilendo una breve relazione con la spia straniera Tortura.

### Hannelore Ellicott-Chatham
Detta Hanners da Faye, ragazza conosciuta una sera da Marten in un bar, vive in un appartamento vicino al suo. Ragazza magra con capelli biondi e occhi verdi, viene presentata come una persona aperta e diretta, ma poi rivela essere solo un'alterazione della sua personalità dovuta da potenti psico-farmaci: in realtà è una ragazza timida e nevrotica, affetta da pesanti sindromi ossessivo-compulsive e ipocondria. Col tempo la sua condizione migliora, riuscendo persino ad abbracciare i suoi amici senza avere crisi di panico. Suo padre è un eccentrico genio della robotica che vive in una stazione spaziale, sua madre una crudele capitalista aziendale ed entrambi hanno rapporti freddi con la figlia: con l'avanzare della trama, instaurerà un migliore rapporto col padre, tagliando al contempo ogni contatto con la madre. Convive col suo AntroPC Winslow.